# Военная памятная медаль
Военная памятная медаль (чеш. Československá vojenská pamětní medaile), известная также как Памятная медаль чехословацкой армии за границей (чеш. Pamětní medaile československé armády v zahraničí), — государственная награда Чехословакии.

## История
Военная памятная медаль была учреждена правительством Чехословакии в эмиграции в Лондоне 15 октября 1943 года за военные заслуги во время второй мировой войны.
Указ был дополнен 12 февраля 1945 года и, впоследствии, 1 марта 1946 года утвержден правительством Чехословакии.

## Положение о награждении
В соответствии с положением о медали ею награждались все военнослужащие, проходившие службу в чехословацких воинских подразделениях за рубежом в 1939—1940 годах не менее двух месяцев, в срок службы был включен также период службы в армиях других государств в 1939—1940, до создания чехословацких войск.
Военная памятная медаль также могла вручаться иностранным гражданам, которые принимали участие в борьбе за свободу чехословацкой республики и тем, кто направлялся для несения службы в чехословацких воинских частях за рубежом (не менее двух месяцев).
Военная памятная медаль вручалась министром национальной обороны Чехословакии.

## Описание
Медаль изготовлена из бронзы. Выполнена в форме венка из листьев липы диаметром 38 мм. На венок наложен широкий меч длиной 48 мм с остриём, направленным вниз, в месте его наложения на венок помещён малый герб Чехословакии, выполненный из никеля.
На реверсе на венке помещена надпись ČESKOSLOVENSKÁ ARMÁDA V ZAHRANIČÍ (Чехословацкая армия за границей), а в нижней части — дата 1939—1945.
Медаль имела одну степень, при этом на планке были размещены четыре типа накладок, в зависимости от места, где были сформированы чехословацкие воинские подразделения и где они приняли участие в боевых действиях (имелась возможность одновременной комбинации нескольких накладок).
Накладки имели следующие надписи:
- SSSR — СССР
- FRANCIE или F — Франция
- VELKÁ BRITÁNIE или VB — Великобритания
- STŘEDNÍ VÝCHOD или SV — Ближний Восток
- комбинации планок:
- F и VB
- F, VB и SSSR
- Военная памятная медаль Лента медали муаровая красного цвета 38 мм окантованная по краям двумя тонкими черными полосками 4 мм.

В числе награждённых:
- Брежнев, Леонид Ильич — советский государственный и партийный деятель.
- Ян Кубиш — чехословацкий офицер, герой чехословацкого Сопротивления в годы Второй мировой войны, один из организаторов покушения на Рейнхарда Гейдриха (посмертно).
- Карел Мирослав Куттельвашер — чехословацкий лётчик-ас и самый результативный чешский пилот в составе ВВС Великобритании во время Второй мировой войны. Считается одним из лучших пилотов ночной истребительной авиации на берегах Британии.
- Новосельцев, Михаил Георгиевич — советский генерал-майор, Герой Советского Союза.
- Людвик Свобода — чехословацкий военный и государственный деятель, генерал армии ЧССР, президент ЧССР в 1968—1975.
- Антонин Сохор — поручик, Герой Советского Союза и др.